# Decreto legislativo 25 maggio 2016, n. 97
Il decreto legislativo 25 maggio 2016, n. 97 è un atto normativo della Repubblica Italiana sulla libertà di informazione e il diritto di accesso agli atti amministrativi. Pubblicata sulla Gazzetta Ufficiale l'8 giugno 2016, è entrato in vigore il 23 giugno 2016.
Il decreto modifica la norma precedente, il d.lgs. 14 marzo 2013, n. 33, e che è stato emanato al fine di introdurre in Italia una normativa sul modello del Freedom of Information Act degli Stati Uniti e delle corrispondenti normative adottate in altri Paesi anglosassoni.
La norma tra le sue disposizioni prevede significative innovazioni circa il diritto di accesso agli atti amministrativi in Italia stabilendo che, a decorrere dal 23 dicembre 2016, tutti i cittadini abbiano la possibilità di richiedere senza motivazione alla pubblica amministrazione italiana documenti e atti in suo possesso, tranne nei casi l'istanza abbia ad oggetto documenti coperti da segreto di Stato e limiti previsti da norme particolari, come nel caso di dati sensibili. Introduce anche il diritto d'accesso civico, ovvero la possibilità di esercitare diritto di accesso agli atti amministrativi senza essere necessariamente portatori di un concreto interesse soggettivo come previsto dalla legge 7 agosto 1990, n. 241. Destinatari sono anche società, associazioni, fondazioni controllate e partecipate finanziate da enti pubblici, ed anche ordini professionali. Viene anche meglio definito il ruolo dell'ANAC dal punto di vista sanzionatorio.